# Els límits de la veritat
Els límits de la veritat (originalment en anglès, The Trials of Cate McCall) és una pel·lícula dramàtica estatunidenca de 2013 dirigida i escrita per Karen Moncrieff i protagonitzada per Kate Beckinsale, Nick Nolte i Clancy Brown en papers fonamentals. El rodatge va començar el 16 de maig de 2012 a Los Angeles. La producció del 2012 no es va estrenar als Estats Units fins al 2014. El juny del 2012 Sierra/Affinity va adquirir els drets de distribució internacional de la pel·lícula. Els límits de la veritat va tenir un mal rendiment, amb uns ingressos totals de taquilla dels mercats estrangers de menys de 250.000 dòlars. El 3 de desembre de 2021, TV3 va estrenar-ne la versió doblada al català.

## Repartiment
- Kate Beckinsale com a Cate McCall
- Nick Nolte com a Bridges
- Clancy Brown com a Randall Brinkerhoff
- David Lyons com a Josh
- Ava Kolker com a Augie
- Mark Pellegrino com al detectiu Robert Welch
- James Cromwell com al jutge Jamison Sumpter
- Isaiah Washington com a Wilson George
- Brad Greenquist com al Dr. Ennis
- Anna Anissimova com a Lacey
- Jim Klock com a Bailiff Powell